# Scy-Chazelles

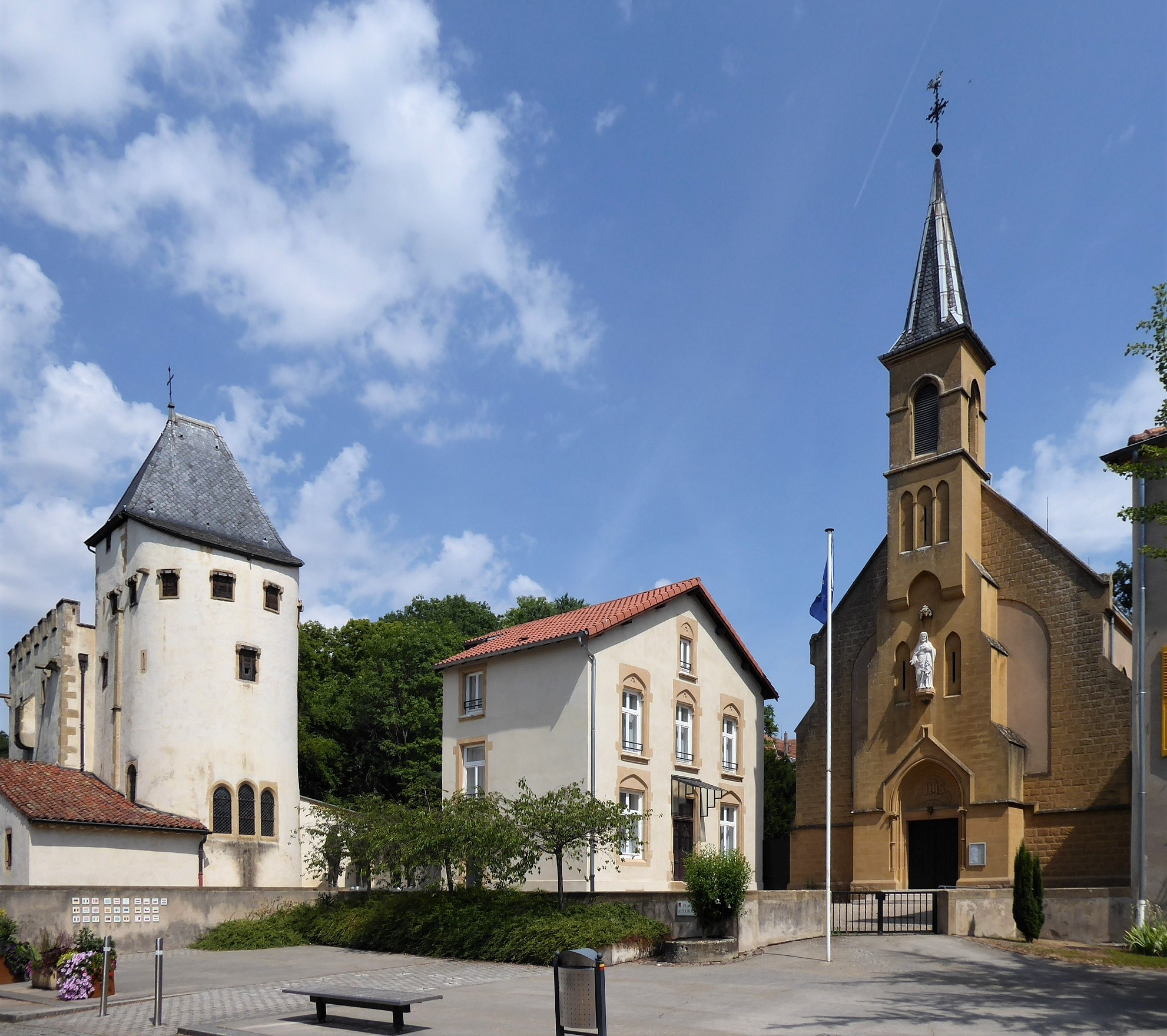
Im Ortskern von Scy-Chazelles

Scy und Chazelles, westlich der Stadt Metz auf der linken Seite der Mosel, auf einem Plan der Umgebung von Metz um 1900

Scy-Chazelles (deutsch 1915–1918, 1940–1945 Sigach) ist eine französische Gemeinde mit 2665 Einwohnern (Stand 1. Januar 2022) im Département Moselle in der Region Grand Est (bis 2015 Lothringen). Sie gehört zum Arrondissement Metz.

## Geographie
Die Gemeinde Scy-Chazelles liegt in Lothringen am linken Moselufer am Südabhang des Bergs St. Quentin, viereinhalb Kilometer westlich von Metz.

## Geschichte
Scy-Chazelles wurde 1809 aus dem Dorf Scy und dem etwas niedriger liegenden Weiler Chazelles gebildet. Die Ortschaft gehörte früher zum Bistum Metz. Das Dorf Scy ist sehr alt und entstand aus der Villa Sigeum, die seit 745 der Abtei Gorze gehörte. Weitere überlieferte  Ortsbezeichnungen sind unter anderem Siago (858), Siacum (936), Sciey (1128), Syacum (1136), Siei (1219), Cy (1473), Scie (1553)  und Sey (1632).
Im Jahr 1415 wurde die Ortschaft von einer burgundischen Truppe mit Feuer und Schwert verwüstet. Im Jahr 1732 kaufte die Stadt Metz hier ein Terrain mit einem von Quellen gespeisten großen Wasserreservoir, um eine Wasserleitung anzulegen, die 87.150 Francs  kostete. Als die Wasserleitung wegen der gestiegenen Bevölkerungszahl nicht mehr ausreichte, wurde sie 1855 durch die Wasserleitung aus Gorze ersetzt.
Durch den Frankfurter Frieden vom 10. Mai 1871 kam die Region an das deutsche Reichsland Elsaß-Lothringen, und das Dorf wurde dem Landkreis Metz im Bezirk Lothringen zugeordnet. Die Dorfbewohner betrieben Weinbau hoher Qualität in guter Lage (auf 120 ha) und Obstbau, besonders von Mirabellen.
Nach dem Ersten Weltkrieg musste die Region aufgrund der Bestimmungen des Versailler Vertrags 1919 an Frankreich abgetreten werden und wurde Teil des Département Moselle.
Im Zweiten Weltkrieg war die Region von der deutschen Wehrmacht besetzt.
Von 1915 bis 1918 und während des Zweiten Weltkriegs trug die Ortschaft den Namen Sigach.

### Bevölkerungsentwicklung
| Jahr      | 1910 | 1962 | 1968 | 1975 | 1982 | 1990 | 1999 | 2010 | 2019 |
| Einwohner | 1332 | 1841 | 2123 | 2044 | 1991 | 2129 | 2799 | 2726 | 2675 |

## Sehenswürdigkeiten
- Befestigte Wehrkirche St. Quentin, die auch das Gemeindewappen ziert
- Bismarckturm, der einzige noch erhaltene Bismarckturm in Frankreich.
- Maison de Robert Schuman (Robert-Schuman-Haus)[4]

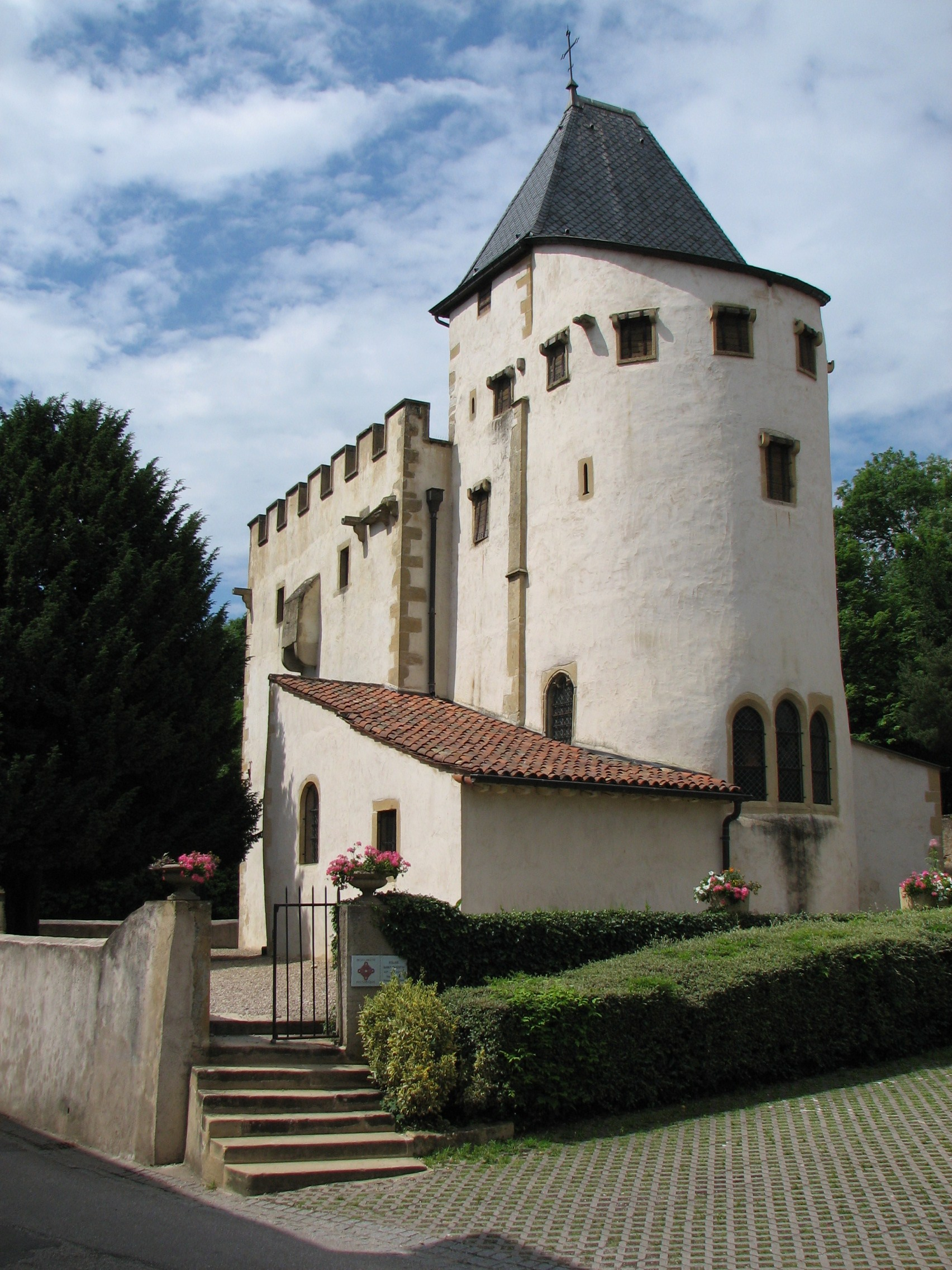
Befestigte Kirche St. Quentin
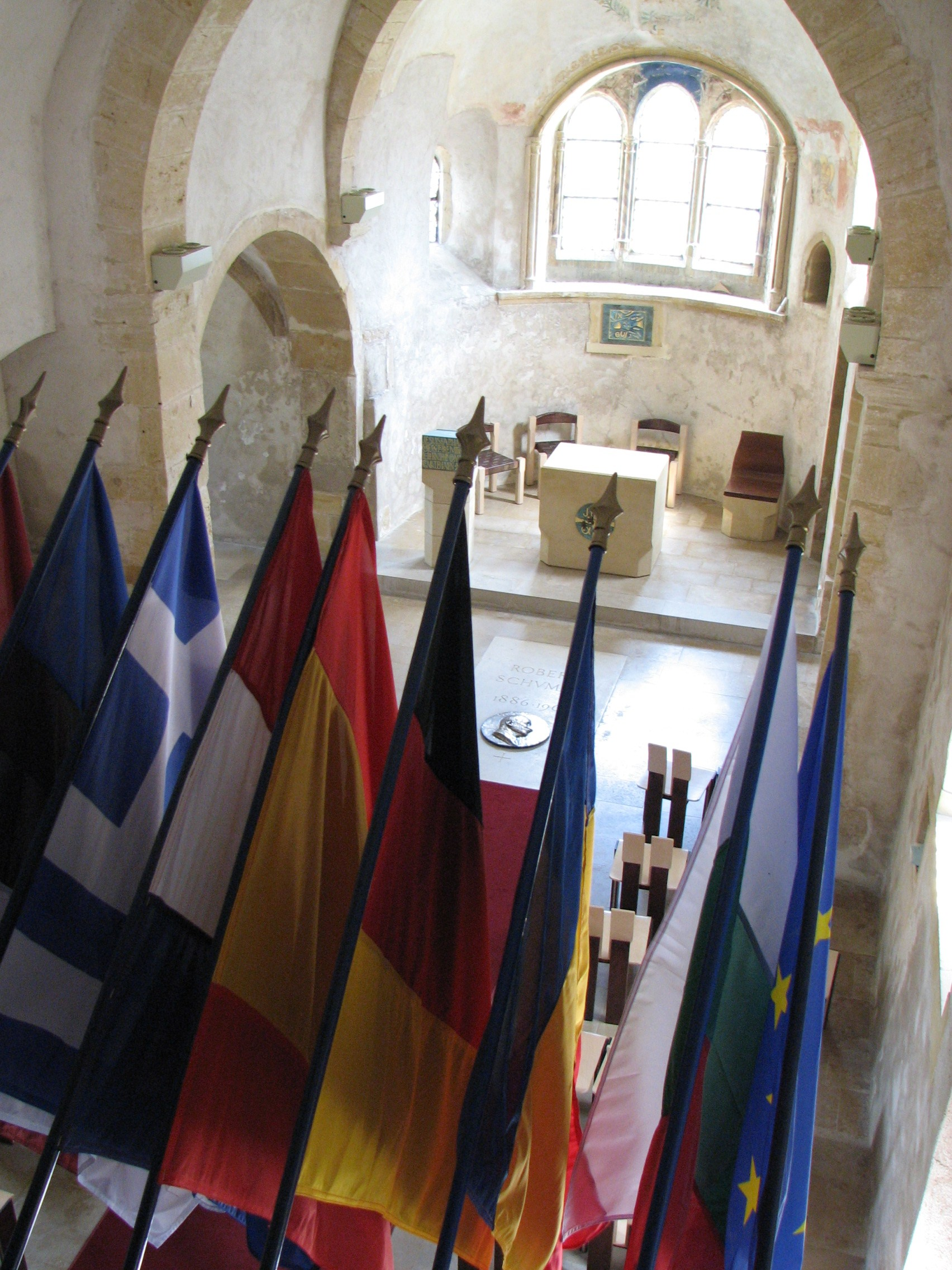
Innenansicht der Kirche St. Quentin mit dem Grab Robert Schumans
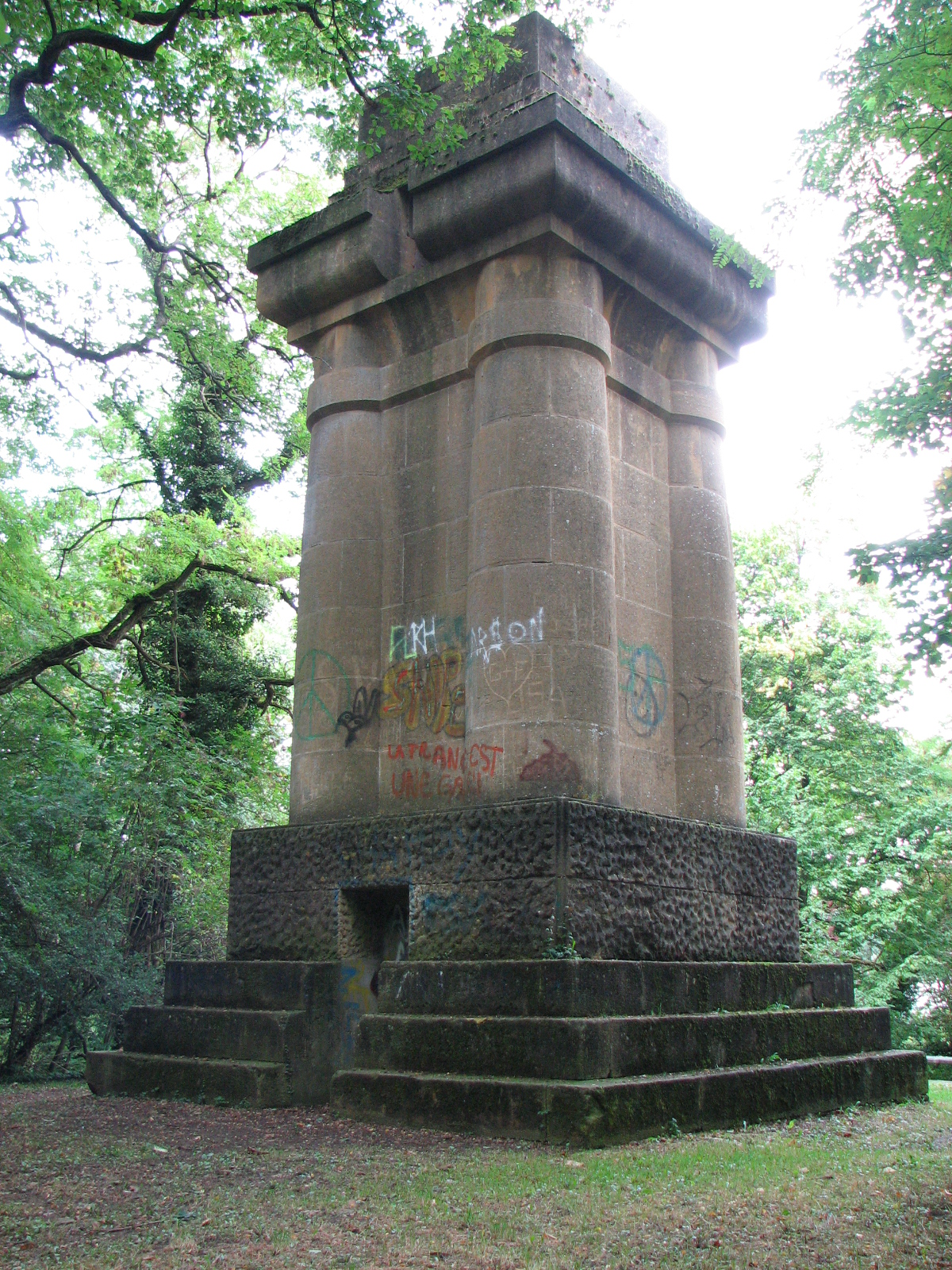
Bismarckturm auf dem St.-Quentin-Berg

## Persönlichkeiten
- Robert Schuman (1886–1963), der erste Präsident des Europäischen Parlamentes, hat in Scy-Chazelles gelebt und ist auch dort begraben. Der französische Staat hat sein ehemaliges Wohnhaus mit dem Europäischen Kulturerbe-Siegel ausgezeichnet.
- Paul Tornow (1848–1921), Architekt, ist in der Stadt begraben.
- Pierre-Dominique Bazaine (1786–1838), französischer Militäringenieur, Mathematiker, Physiker und Hochschullehrer,  wurde in der Gemeinde geboren.